# Ayyavazhi

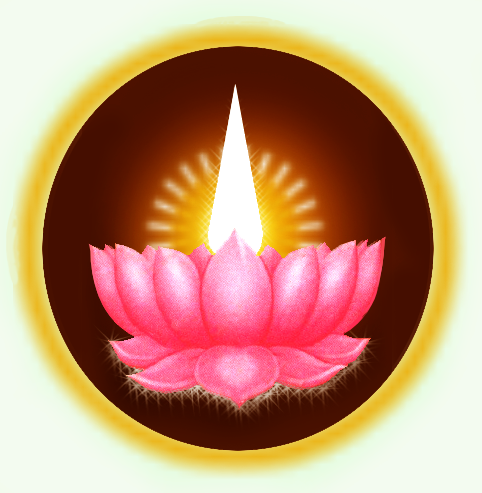
Ayyavazhi Symbol

Ayyavazhi este o religie care are originea în sudul Indiei, la mijlocul secolului al XIX-lea. Ayyavazhi nu a primit încă recunoașterea oficială ca o religie independentă din partea Guvernului Indiei, dar adepții acesteia o consideră o religie de sine stătătoare. Ideile și filosofia acestei religii sunt bazate pe învățăturile lui Ayya Vaikundar, precum și pe scripturile numite Akilathirattu Ammanai și Arul Nool. Conform acestora, Ayya Vaikundar este întruchiparea divinității supreme (numită Narayana sau Vishnu).
Ayyavazhi a ajuns pentru prima dată în atenția publicului în secolul al XIX-lea ca o sectă hindusă. Activitățile lui Vaikundar și numărul tot mai mare de adepți au provocat o reformă și o revoluție în societatea travancoreană și tamilă din secolul al XIX-lea,surprinzând sistemul social feudal din India de Sud. De asemenea, a declanșat o serie de mișcări de reformă, inclusiv cele ale lui Narayana Guru și Ramalinga Swamigal.
Deși adepții Ayyavazhi sunt răspândiți în India, ei sunt prezenți în principal în India de Sud, concentrați în special în Tamil Nadu și Kerala. Numărul de practicanți este estimat a fi între 8.000.000 și 10.000.000, deși numărul exact este necunoscut, deoarece Ayyavazhis sunt raportați ca hinduși în timpul recensământului.